# 貝克 (內華達州)
貝克（英語：Baker）是位於美國內華達州白松縣的普查規定居民點。

## 歷史
貝克的郵局自1909年營運至今。

## 人口
根據2020年美國人口普查的數據，貝克的面積為2.35平方千米，當中陸地面積為2.34平方千米，而水域面積為0.01平方千米。當地共有人口41人，而人口密度為每平方千米17.45人。